# Mantamádos
Mantamádos är en ort i Grekland.   Den ligger i prefekturen Nomós Lésvou och regionen Nordegeiska öarna, i den östra delen av landet, 270 km nordost om huvudstaden Aten. Mantamádos ligger 156 meter över havet och antalet invånare är 1 120. Den ligger på ön Lesbos.
Terrängen runt Mantamádos är huvudsakligen kuperad, men österut är den platt. Runt Mantamádos är det ganska glesbefolkat, med 21 invånare per kvadratkilometer. Närmaste större samhälle är Agía Paraskeví, 8,9 km sydväst om Mantamádos. 